# Tanytarsus siberiae
Tanytarsus siberiae är en tvåvingeart som beskrevs av Maurice Emile Marie Goetghebuer 1933. Tanytarsus siberiae ingår i släktet Tanytarsus och familjen fjädermyggor. Inga underarter finns listade i Catalogue of Life.